# Cheilodactylus rubrolabiatus
Cheilodactylus rubrolabiatus is een straalvinnige vissensoort uit de familie van morwongs (Cheilodactylidae). De wetenschappelijke naam van de soort is voor het eerst geldig gepubliceerd in 1976 door Allen & Heemstra.